# Мидлсекс (Северна Каролина)
Мидлсекс (енгл. Middlesex) град је у америчкој савезној држави Северна Каролина.

## Демографија
По попису из 2010. године број становника је 822, што је 16 (-1,9%) становника мање него 2000. године.
| Група             | 2000.       | 2010.       |
| Белци             | 502 (59,9%) | 419 (51,0%) |
| Афроамериканци    | 274 (32,7%) | 243 (29,6%) |
| Азијати           | 0 (0,0%)    | 0 (0,0%)    |
| Хиспаноамериканци | 63 (7,5%)   | 133 (16,2%) |
| Укупно            | 838         | 822         |